# 17144 Laurenchen
A 17144 Laurenchen (ideiglenes jelöléssel (17144) 1999 JW98) a Naprendszer kisbolygóövében található aszteroida. A LINEAR projekt keretében fedezték fel 1999. május 12-én.